# Кугітангзька трагедія
«Кугітангзька трагедія» — радянський художній фільм 1978 року, знятий режисерами Язгельди Сеїдовим і Каковом Оразсяхедовим на кіностудії «Туркменфільм».

## Сюжет
За однойменною повістю Аннамухаммеда Кличова. Кінець ХІХ століття. Туркменський аул, що розташувався в острогах Кугітан-Тау. Суворі закони адата та шаріату стають на шляху юних Янгил та Арзи: роки розлуки, примусовий шлюб дівчини, люта ненависть односельців та трагічна смерть закоханих.

## У ролях
- Ельвіра Кулієва — Янгил (дублювала Євгенія Вєтлова)
- Чари Сейтлієв — Арзи (дублював Гелій Сисоєв)
- Артик Джаллиєв — мула Ачілди (дублював Ігор Дмитриєв)
- Тетяна Рустамова — Гизлархан, дружина Хамзи
- Баба Аннанов — Закір-ага, пастух (дублював Олександр Дем'яненко)
- Сабіра Аннакличева — Біке-едже, мати Янгил
- Язгельди Сеїдов — Хамза, старший син Байрам-сопи
- Вапа Мухамедов — Ішалі-ага, батько Янгил
- Ташніяз Ташлієв — Байрам-сопи, батько Хамзи
- Сабіра Атаєва — Огульбостан, мати Хамзи
- Ата Довлетов — Хакім-ага, батько Арзи
- Нурбібі Кутлієва — Сона-едже, мати Арзи
- Аман Одаєв — дядько Янгил
- Олег Аветісов — боцман
- Анатолій Храмцов — Міша
- Каков Оразсяхедов — мула Лупулла, молодший син Байрам-сопи
- Акмурад Бяшимов — нукер

## Знімальна група
- Режисери — Язгельди Сеїдов, Каков Оразсяхедов
- Сценарист — Ходжакулі Нарлієв
- Оператор — Анатолій Карпухін
- Композитор — Мурат Атаєв
- Художник — Олександр Чернов